# Andrea Vatteroni
Andrea Vatteroni (La Spezia, 3 juli 1969) is een voormalig wielrenner uit Italië. Hij was actief als beroepsrenner van 1994 tot en met 1998. 

## Belangrijkste overwinningen
1994
Gran Premio Industrie del Marmo

## Resultaten in voornaamste wedstrijden
| Jaar | Ronde van Italië | Ronde van Frankrijk | Ronde van Spanje |
| ---- | ---------------- | ------------------- | ---------------- |
| 1995 | 77e              |                     |                  |
| 1996 | opgave           |                     |                  |
| 1997 | opgave           |                     | opgave           |
| 1998 | 87e              |                     |                  |

| Jaar | Milaan-San Remo |
| ---- | --------------- |
| 1995 |                 |
| 1996 |                 |
| 1997 | 133e            |
| 1998 |                 |

## Ploegen
- 1994 –  Navigare-Blue Storm (stagiair, vanaf 01-09)
- 1995 –  Navigare-Blue Storm
- 1996 –  Scrigno-Blue Storm
- 1997 –  Scrigno-Gaerne
- 1998 –  Scrigno-Gaerne